# Molophilus (Molophilus) expansus
Molophilus (Molophilus) expansus is een tweevleugelige uit de familie steltmuggen (Limoniidae). De soort komt voor in het Australaziatisch gebied.